# بوسطن ريد سوكس
بوسطن ريد سوكس (بالإنجليزية: Boston Red Sox) هو فريق كرة قاعدة أمريكي محترف مقره بوسطن، ماساتشوستس. يتنافسون في دوري كرة القاعدة الرئيسي (MLB) كنادي عضو في الدوري الأمريكي (AL) القسم الشرقي. وقد فاز الفريق بتسعة بطولة العالم بطولة، وتعادل لمعظم ثالث من أي فريق MLB، وأنها لعبت في 14. كان آخر ظهور وفوز لهم في 2018 في 2018 . بالإضافة إلى ذلك، ربحوا راية الدوري الأمريكي عام 1904، لكنهم لم يتمكنوا من الدفاع عن بطولة العالم 1903 عندما رفض فريق نيويورك جاينتس المشاركة في بطولة العالم 1904 . تأسس ملعب Red Sox في عام 1901 كواحد من امتيازات الميثاق الثماني للدوري الأمريكي، وكان ملعب ملعب Red Sox هو Fenway Park منذ 1912 . تم اختيار اسم «ريد سوكس» من قبل مالك الفريق، جون آي. تايلور، حوالي عام 1908، بعد تقدم الفرق السابقة التي كانت تُعرف باسم «بوسطن ريد ستوكينج»، بما في ذلك سلف فريق أتلانتا برافز.
كان الريد سوكس فريقًا مهيمنًا في الدوري الجديد، حيث هزم بيتسبرغ بايرتس في أول بطولة عالمية عام 1903 وفاز بأربع بطولات أخرى بحلول عام 1918. ومع ذلك، فقد دخلوا بعد ذلك في واحدة من أطول فترات الجفاف في تاريخ لعبة البيسبول، والتي أطلق عليها اسم «لعنة بامبينو» بعد بدايتها المزعومة بسبب بيع ريد سوكس لبيب روث إلى المنافس نيويورك يانكيز بعد عامين من بطولة العالم. في عام 1918، انتظر الفريق 86 عامًا قبل الفوز ببطولة العالم السادسة للفريق في عام 2004 . تخلل تاريخ الفريق خلال تلك الفترة بعض أكثر اللحظات التي لا تنسى في تاريخ بطولة العالم، بما في ذلك «اندفاعة جنونية» لإينوس سلوتر في 1946، و «الحلم المستحيل» لعام 1967، وشوط كارلتون فيسك في 1975، وخطأ بيل باكنر عام 1986 . بعد فوزهم في بطولة العالم 2018 ، أصبحوا أول فريق يفوز بأربعة ألقاب بطولة العالم في القرن الحادي والعشرين، مع بطولات في 2004 و 2007 و 2013 و 2018 . تميز تاريخ الفريق أيضًا بالمنافسة الشديدة للفريق مع فريق نيويورك يانكيز، الذي يمكن القول إنه الأشرس والأكثر تاريخية في الرياضات الاحترافية في أمريكا الشمالية.
بوسطن ريد سوكس مملوك لمجموعة مجموعة فينواي الرياضية، التي تمتلك أيضًا نادي ليفربول لكرة القدم في الدوري الإنجليزي الممتاز في إنجلترا. الفريق دائمًا أحد أفضل فرق MLB في متوسط الحضور، في حين أن السعة الصغيرة لـفينواي بارك تمنعهم تصدر قائمة الفرق التي تماك أكبر حضور جماهيري. من 15 مايو 2003 إلى 10 أبريل 2013، باع فريق ريد سوكس جميع التذاكر في كل مباراة على أرضه — ما مجموعه 820 مباراة (794 موسمًا عاديًا). أصبح كل من أغنية «سويت كارولين» للنيل دياموند و «المياه القذرة» لفرقة «ستاندلز» نشيد فرقة ريد سوكس.
اعتبارًا من نهاية موسم 2020، كان الرقم القياسي المسجل من طرف ريد سوكس هو 9,626-8,944 (.518) 

شعار بوسطن ريد سوكس على قبعات اللاعبين

## حضور الجماهير
| حضور جماهيري في حديقة فينواي |               |                |                          |
| عام                          | إجمالي الحضور | متوسط المباراة | الرتبة حسب حضور الجماهير |
| 2000                         | 2,585,895     | 31925          | السادس                   |
| 2001                         | 2625333       | 32412          | السادس                   |
| 2002                         | 2650862       | 32727          | الرابعة                  |
| 2003                         | 2,724,165     | 33632          | الرابعة                  |
| 2004                         | 2,837294      | 35,028         | الرابعة                  |
| 2005                         | 2,847,888     | 35159          | الثالث                   |
| 2006                         | 2,930,588     | 36180          | الرابعة                  |
| 2007                         | 2,970,755     | 36676          | الرابعة                  |
| 2008                         | 3,048,250     | 37633          | الرابعة                  |
| 2009                         | 3,062,699     | 37811          | الثالث                   |
| 2010                         | 3,046,445     | 37610          | الرابعة                  |
| 2011                         | 3,054,001     | 37704          | الرابعة                  |
| 2012                         | 3,043,003     | 37568          | الرابعة                  |
| 2013                         | 2,833,333     | 34979          | الخامس                   |
| 2014                         | 2,956,089     | 36495          | الثالث                   |
| 2015                         | 2,880,694     | 35564          | الثالث                   |
| 2016                         | 2,955,434     | 36487          | الرابعة                  |
| 2017                         | 2,917,678     | 36.021         | الرابعة                  |
| 2018                         | 2,895,575     | 35748          | الرابعة                  |
| 2019                         | 2,924,627     | 36107          | الثالث                   |

## الاندية الفرعية
يتكون نظام مزرعة بوسطن ريد سوكس من ثماني اندية فرعية ثانوية.
| المستوى      | الفريق                              | الدوري                   | الموقع                             |
| ------------ | ----------------------------------- | ------------------------ | ---------------------------------- |
| الثلاثي      | ووستر ريد سوكس                      | الرابطة الدولية          | ووستر ، ماساتشوستس                 |
| مزدوج أ      | كلاب البحر بورتلاند                 | الدوري الشرقي            | بورتلاند ، مين                     |
| فئة A- متقدم | سالم ريد سوكس                       | دوري كارولينا            | سالم ، فرجينيا                     |
| فئة أ        | جرينفيل درايف                       | رابطة جنوب الأطلسي       | جرينفيل ، ساوث كارولينا            |
| غير مخضرم    | جي سي ال ريد سوكس                   | دوري ساحل الخليج         | فورت مايرز ، فلوريدا               |
| غير مخضرم    | الدومينيكان سمر ريد سوكس ازرق واحمر | الدوري الصيفي الدومينيكي | سانتو دومينغو، جمهورية الدومينيكان |

## روابط خارجية
- بوسطن ريد سوكس على موقع IMDb (الإنجليزية)
- بوسطن ريد سوكس على موقع الموسوعة البريطانية (الإنجليزية)